# Knut Fridell
Knut Fridell (Uddevalla, Västra Götaland, 8 de setembro de 1908 — Uddevalla, Västra Götaland, 3 de fevereiro de 1992) foi um lutador de luta livre sueco.

## Carreira
Foi vencedor da medalha de ouro na categoria de 79-87 kg em Berlim 1936.